# Хайнрих II фон Гера
Хайнрих II фон Гера Стари (на немски: Heinrich II Vogt von Gera 'der Ältere'; * ок. 1254 † между 31 декември 1306 и 4 април 1311) от фамилията Ройс, е фогт на Гера (1274 – 1306).

## Биография
Той е най-големият син на фогт Хайнрих I фон Гера († пр. 1279) и съпругата му Ирмгард (Леукард) фон Хелдрунген († 1279), дъщеря на Хартман фон Хелдрунген († 1242). Внук е на фогт Хайнрих IV фон Гера-Вайда († 1249/1250) и Юта фон Алтенбург († 1268). Правнук е на Хайнрих II фон Вайда „Богатия“ († пр. 1209) и Берта († 1209).
Хайнрих също е господар на Райхенфелс, Мюлтроф, Тана и Нордхалбен. През 1278 г. той придобива господството Лобенщайн, а през 1282 г. го дава на Шварценберг.
Хайнрих се споменава от 1274 г. до 31 декември 1306 г. Той умира между 31 декември 1306 и 4 април 1311 г. Погребан в доминиканския манастир Кроншвиц, основан от баба му бургграфиня Юта фон Алтенбург.

## Фамилия
Хайнрих II фон Гера се жени На 27 март 1276 г. за Ирмгард (Леукард) фон Ваймар-Орламюнде († 1318), дъщеря на граф Ото III фон Ваймар-Орламюнде „могъщия“ († 1285) и Агнес фон Лайнинген († сл. 1284). Те имат осем деца:
- Хайнрих V фон Гера (* ок. 1285; † 8 декември 1377), женен преди 20 юли 1328 г. за графиня Мехтилд фон Кефернбург († 1376), дъщеря на граф Гюнтер IX фон Кефернбург-Люхов († 1332/1333) и Матилда фон Регенщайн († 1334)
- Катарина фон Гера († сл. 1327), омъжена на 29 декември 1327 г. с папска лицензия за 4. си братовчед Гюнтер XV фон Шварцбург-Бланкенбург-Лойтенберг († 1352), син на граф Хайнрих V фон Шварцбург-Бланкенбург († 1307) и София Данииловна († ок. 1290)
- София фон Гера († ок. 1344), омъжена за Конрад 'Стари' фон Танроде-Щраусфурт († сл. 1356/1360)
- Хайнрих IV фон Гера († сл. 20 януари 1344), фогт на Гера, женен пр. 24 юни 1324 г. за София фон Дорнбург († сл. 1331)
- Хайнрих фон Гера († сл. 1344), рицар в Тевтонския Oрен в Райхенбах (1322 – 1344)
- дъщеря фон Гера, омъжена пр. 5 септември 1314 г. за Фридрих фон Тьопен († сл. 1322)
- Агнес фон Гера († сл. 1338), монахиня в манастир Кроншвиц (1328 – 1338)
- Ирмгард фон Гера († сл. 1338), монахиня в манастир Кроншвиц (1328 – 1338)